# Liga Nacional de Baloncesto de Venezuela 2014
La temporada 2014 fue la XIX edición de la de Liga Nacional de Baloncesto de Venezuela. En este torneo participaron 10 equipos, y empezó el 15 de agosto de 2014.
Igualmente, el campeonato contó con una segunda y tercera división, integrada por 8 y 13 equipos, respectivamente. Y una división femenina.
Fue presentada el 12 de agosto por el presidente de la Federación Venezolana de Baloncesto, Carmelo Cortez, quien dio a conocer que en las tres divisiones del masculino, y la liga femenina, se estará jugando en 18 estados del territorio venezolano.

## Equipos
El campeón de la Segunda División Maniceros del Tigre desistió de ocupar su puesto en la categoría. Igualmente, Estudiantes de Guárico desistió de participar. El equipo Atlético UCV cambió su nombre a Atléticos de Caracas
Participaron 10 clubes: 
- Siete de la temporada 2013: el campeón Aduaneros de Valencia, Columbus 99 (Organización Guaros de Lara), Piratas de Vargas (Organización Bucaneros de La Guaira), Acereros de Guayana (Organización Gigantes de Guayana), Guácharos de Monagas, Atléticos de Caracas, y Lanceros de Cojedes,
- Tres equipos nuevos: Protectores de Miranda, Yaracuyanos BBC, y el club filial Furreros del Zulia (Organización Gaiteros del Zulia).

## Sistema de competencia
Los diez equipos se agruparon en 2 conferencias: el grupo oriental integrado por Guacharos de Monagas, Piratas de Vargas, Acereros de Guayana, Atléticos de Caracas y Protectores de Miranda; y el grupo occidental integrado por Aduaneros de Carabobo, Columbus 99, Yaracuyanos, Lanceros de Cojedes y Furreros del Zulia.
Los 5 equipos de cada grupo disputan un sistema de liga, con dos partidos por jornada que se disputa los fines de semana mientras descansa un equipo. Así totalizan en la ronda regular 16 partidos en 10 jornadas. Clasificaron los 4 mejores de cada grupo a la ronda eliminatoria para decidir el campeón.
Los play-offs empiezan con los cuartos de final. Todas las series se disputan a 5 juegos para ganar 3, con la secuencia 3-2; empezando de local el mejor ubicado de los dos equipos.

## Tabla de posiciones

### Grupo Oriental
| Pos | Equipo                 | J  | G  | P  | PF | PC | Dif | Pts |
| --- | ---------------------- | -- | -- | -- | -- | -- | --- | --- |
| 1   | Guacharos de Monagas   | 16 | 12 | 4  | -- | -- | --  | 28  |
| 2   | Acereros de Guayana    | 16 | 11 | 5  | -- | -- | --  | 27  |
| 3   | Protectores de Miranda | 16 | 10 | 6  | -- | -- | --  | 26  |
| 4   | Piratas de Vargas      | 16 | 6  | 10 | -- | -- | --  | 22  |
| 5   | Atlético de Caracas    | 16 | 1  | 15 | -- | -- | --  | 17  |

### Resultados
| Fase Regular           | ATL         | ACE         | GUA         | PIR         | PRO          |
| Atléticos de Caracas   | --          | 68-85 62-75 | 72-77       | 73-76 88-89 | 92-97 82-104 |
| Acereros de Guayana    | 85-63 80-70 | --          | 77-72 75-73 | 80-78       | 82-88 84-77  |
| Guacharos de Monagas   | 84-64 89-70 | 72-70 72-68 | --          | 88-66 73-65 | 82-80 00-00  |
| Piratas de Vargas      | 80-71 58-78 |             | 88-91 77-87 | --          |              |
| Protectores de Miranda |             | 79-77 76-73 | 85-81 83-65 | 84-82 94-79 | --           |

### Grupo Occidental
| Pos | Equipo                | J  | G  | P  | PF | PC | Dif | Pts |
| --- | --------------------- | -- | -- | -- | -- | -- | --- | --- |
| 1   | Columbus 99           | 16 | 13 | 3  | -- | -- | --  | 29  |
| 2   | Yaracuyanos BBC       | 16 | 10 | 6  | -- | -- | --  | 26  |
| 3   | Furreros del Zulia    | 16 | 9  | 7  | -- | -- | --  | 25  |
| 4   | Aduaneros de Carabobo | 16 | 7  | 9  | -- | -- | --  | 23  |
| 5   | Lanceros de Cojedes   | 16 | 1  | 15 | -- | -- | --  | 17  |

#### Resultados
| Fase Regular          | ADU         | C99         | FUR         | LAN          | YAR          |
| Aduaneros de Carabobo | --          | 69-68 59-71 | 69-61 71-78 | 78-57 83-76  | 71-61 00-00  |
| Columbus 99           | 82-74       | --          | 78-63 95-86 | 110-71 86-80 | 103-52 73-79 |
| Furreros del Zulia    | 75-68 84-77 | 80-85 44-35 | --          | 69-60        | 68-56 84-86  |
| Lanceros de Cojedes   | 72-78 67-72 | 66-81 75-90 | 77-73 70-83 | --           | 80-91 60-78  |
| Yaracuyanos           | 85-69 70-61 | 76-82 81-83 | 60-67 80-69 | 88-66 71-53  | --           |

## Play-Offs
La serie final quedó definida el 21 de octubre:
|  | Cuartos de final | Cuartos de final       | Cuartos de final       |                        |                      | Semifinales          | Semifinales | Semifinales |  |                        | Final                  | Final | Final |  |
|  |                  |                        |                        |                        |                      |                      |             |             |  |                        |                        |       |       |  |
|  |                  |                        |                        |                        |                      |                      |             |             |  |                        |                        |       |       |  |
|  | 1-Or             | Guacharos de Monagas   | 3                      |                        |                      |                      |             |             |  |                        |                        |       |       |  |
|  | 1-Or             | Guacharos de Monagas   | 3                      |                        |                      |                      |             |             |  |                        |                        |       |       |  |
|  | 4-Oc             | Aduaneros de Carabobo  | 0                      |                        |                      |                      |             |             |  |                        |                        |       |       |  |
|  | 4-Oc             | Aduaneros de Carabobo  | 0                      |                        | Guacharos de Monagas | Guacharos de Monagas | 1           |             |  |                        |                        |       |       |  |
|  |                  |                        |                        |                        | Guacharos de Monagas | Guacharos de Monagas | 1           |             |  |                        |                        |       |       |  |
|  |                  |                        | Protectores de Miranda | Protectores de Miranda | 3                    |                      |             |             |  |                        |                        |       |       |  |
|  | 2-Or             | Acereros de Guayana    | Protectores de Miranda | Protectores de Miranda | 3                    | 3                    |             |             |  |                        |                        |       |       |  |
|  | 2-Or             | Acereros de Guayana    |                        |                        |                      |                      |             |             |  |                        |                        |       |       |  |
|  | 3-Oc             | Furreros del Zulia     | 0                      |                        |                      |                      |             |             |  |                        |                        |       |       |  |
|  | 3-Oc             | Furreros del Zulia     | 0                      |                        |                      |                      |             |             |  | Protectores de Miranda | Protectores de Miranda | 2     |       |  |
|  |                  |                        |                        |                        |                      |                      |             |             |  | Protectores de Miranda | Protectores de Miranda | 2     |       |  |
|  |                  |                        | Columbus 99            | Columbus 99            | 3                    |                      |             |             |  |                        |                        |       |       |  |
|  | 2-Oc             | Yaracuyanos BBC        | Columbus 99            | Columbus 99            | 3                    | 0                    |             |             |  |                        |                        |       |       |  |
|  | 2-Oc             | Yaracuyanos BBC        |                        |                        |                      |                      |             |             |  |                        |                        |       |       |  |
|  | 3-Or             | Protectores de Miranda | 3                      |                        |                      |                      |             |             |  |                        |                        |       |       |  |
|  | 3-Or             | Protectores de Miranda | 3                      |                        | Columbus 99          | Columbus 99          | 3           |             |  |                        |                        |       |       |  |
|  |                  |                        |                        |                        | Columbus 99          | Columbus 99          | 3           |             |  |                        |                        |       |       |  |
|  |                  |                        | Acereros de Guayana    | Acereros de Guayana    | 0                    |                      |             |             |  |                        |                        |       |       |  |
|  | 1-Oc             | Columbus 99            | Acereros de Guayana    | Acereros de Guayana    | 0                    | 3                    |             |             |  |                        |                        |       |       |  |
|  | 1-Oc             | Columbus 99            |                        |                        |                      |                      |             |             |  |                        |                        |       |       |  |
|  | 4-Or             | Piratas de Vargas      | 0                      |                        |                      |                      |             |             |  |                        |                        |       |       |  |
|  | 4-Or             | Piratas de Vargas      | 0                      |                        |                      |                      |             |             |  |                        |                        |       |       |  |
|  |                  |                        |                        |                        |                      |                      |             |             |  |                        |                        |       |       |  |

### Cuartos de final
| 24 de octubre del 2014 | Guacharos de Monagas                  | 74–65       | Aduaneros de Carabobo      | Maturín                          |  |
|                        | Parciales: 19-10, 21-15, 19-25, 16-15 |             |                            |                                  |  |
|                        | Estadísticas L. Valera 19             | Reporte Pts | Estadísticas A. Morillo 14 | Pabellón: Gilberto Roque Morales |  |

| 25 de octubre del 2014 | Guacharos de Monagas                  | 75–72 | Aduaneros de Carabobo | Maturín                          |
|                        | Parciales: 11-11, 22-21, 25-24, 17-17 |       |                       |                                  |
|                        |                                       |       |                       | Pabellón: Gilberto Roque Morales |

| 26 de octubre del 2014 | Guacharos de Monagas                  | 94–73       | Aduaneros de Carabobo          | Maturín                          |  |
|                        | Parciales: 22-11, 25-20, 13-19, 24-13 |             |                                |                                  |  |
|                        | Estadísticas José Rondón 13           | Reporte Pts | Estadísticas Pedro Cubillán 23 | Pabellón: Gilberto Roque Morales |  |

| 28 de octubre del 2014 | Acereros de Guayana | 98–88 | Furreros del Zulia | Maturín                              |
|                        |                     |       |                    |                                      |
|                        |                     |       |                    | Pabellón: Gilberto Hermanas González |

| 29 de octubre del 2014 | Acereros de Guayana | 100–90 | Furreros del Zulia | Maturín                              |
|                        |                     |        |                    |                                      |
|                        |                     |        |                    | Pabellón: Gilberto Hermanas González |

| 30 de octubre del 2014 | Furreros del Zulia | 73–83 | Acereros de Guayana | Maturín                              |
|                        |                    |       |                     |                                      |
|                        |                    |       |                     | Pabellón: Gilberto Hermanas González |

| 24 de octubre del 2014 | Yaracuyanos BBC               | 65–76 | Protectores de Miranda      | San Felipe                    |  |
|                        | Parciales: 14-16, 20-12       |       |                             |                               |  |
|                        | Estadísticas Osmar Álvarez 19 | Pts   | Estadísticas José Vargas 29 | Pabellón: Nicolas Ojeda Parra |  |

| 25 de octubre del 2014 | Yaracuyanos BBC                       | 73–77 | Protectores de Miranda | San Felipe                    |
|                        | Parciales: 22-13, 17-19, 21-24, 13-21 |       |                        |                               |
|                        |                                       |       |                        | Pabellón: Nicolas Ojeda Parra |

| 24 de octubre del 2014 | Columbus 99                          | 90–72 | Piratas de Vargas         | Barquisimeto               |  |
|                        | Parciales: 31-9, 17-29, 25-19, 17-15 |       |                           |                            |  |
|                        | Estadísticas Windil Graterol 23      | Pts   | Estadísticas Evan Brok 19 | Pabellón: Domo Bolivariano |  |

| 25 de octubre del 2014 | Columbus 99                           | 84–80 | Piratas de Vargas                      | Barquisimeto               |  |
|                        | Parciales: 25-19, 19-11, 25-23, 15-27 |       |                                        |                            |  |
|                        |                                       |       | Estadísticas Evan Brok 20 Evan Brok 15 | Pabellón: Domo Bolivariano |  |

| Campeón 1.ª División |
| -------------------- |
| Columbus 99          |

## Segunda División

### Grupo Oriental
| Pos | Equipo                    | J | G | P | Pts |
| --- | ------------------------- | - | - | - | --- |
| 1   | Waraos de Tucupita        | 6 | 5 | 1 | 11  |
| 2   | Universitarios de Caracas | 6 | 3 | 3 | 9   |
| 3   | Mercal de Coche           | 6 | 2 | 4 | 8   |
| 4   | Marinos TNT Anzoategui    | 6 | 2 | 4 | 8   |

Actualizado hasta la jornada 3

### Grupo Occidental
| Pos | Equipo                  | J | G | P | Pts |
| --- | ----------------------- | - | - | - | --- |
| 1   | Halcones de Apure       | 6 | 4 | 2 | 10  |
| 2   | Industriales de Guacara | 4 | 3 | 1 | 10  |
| 3   | Titanes de Carabobo     | 4 | 2 | 2 | 6   |
| 4   | Leopardos de Aragua     | 6 | 1 | 5 | 7   |

Actualizado hasta la jornada 3

### Play-Offs
Las semifinales comenzaron el 4de octubre. La final comenzó el 17 de octubre, y se extendió por 5 partidos.
|  | Semifinales             | Semifinales             | Semifinales |            |                    | Final              | Final | Final |  |
|  |                         |                         |             |            |                    |                    |       |       |  |
|  |                         |                         |             |            |                    |                    |       |       |  |
|  | Industriales de Guacara | Industriales de Guacara | 1           |            |                    |                    |       |       |  |
|  | Industriales de Guacara | Industriales de Guacara | 1           |            |                    |                    |       |       |  |
|  | Waraos de Tucupita      | Waraos de Tucupita      | 3           |            |                    |                    |       |       |  |
|  | Waraos de Tucupita      | Waraos de Tucupita      | 3           |            | Waraos de Tucupita | Waraos de Tucupita | 3     |       |  |
|  |                         |                         |             |            | Waraos de Tucupita | Waraos de Tucupita | 3     |       |  |
|  |                         |                         | Mercal BBC  | Mercal BBC | 2                  |                    |       |       |  |
|  | Mercal BBC              | Mercal BBC              | Mercal BBC  | Mercal BBC | 2                  | 3                  |       |       |  |
|  | Mercal BBC              | Mercal BBC              |             |            |                    | 3                  |       |       |  |
|  | Halcones de Apure       | Halcones de Apure       | 2           |            |                    |                    |       |       |  |
|  | Halcones de Apure       | Halcones de Apure       | 2           |            |                    |                    |       |       |  |
|  |                         |                         |             |            |                    |                    |       |       |  |

### Final
| 17 de octubre del 2014 | Waraos de Tucupita | 70–61 | Mercal de Coche BBC | Tucupita                  |
|                        |                    |       |                     |                           |
|                        |                    |       |                     | Pabellón: Janoko de Warao |

| 18 de octubre del 2014 | Waraos de Tucupita | 83–77 | Mercal de Coche BBC | Tucupita                  |
|                        |                    |       |                     |                           |
|                        |                    |       |                     | Pabellón: Janoko de Warao |

| 22 de octubre del 2014 | Mercal de Coche BBC | G–P | Waraos de Tucupita | Caracas                    |
|                        |                     |     |                    |                            |
|                        |                     |     |                    | Pabellón: Academia Militar |

| 23 de octubre del 2014 | Mercal de Coche BBC | 94–88 | Waraos de Tucupita | Caracas                    |
|                        |                     |       |                    |                            |
|                        |                     |       |                    | Pabellón: Academia Militar |

| 26 de octubre del 2014 | Waraos de Tucupita                    | 73–69       | Mercal de Coche BBC           | Tucupita                  |  |
|                        | Parciales: 19-21, 22-15, 21-19, 11-14 |             |                               |                           |  |
|                        | Estadísticas Nisiliski Liendo 25      | Reporte Pts | Estadísticas Geiler Acosta 20 | Pabellón: Janoko de Warao |  |

| Campeón 2.ª División |
| -------------------- |
| Waraos de Tucupita   |

## Tercera División
La tercera división se disputó en 3 grupos. Clasificaron a la ronda eliminatoria los dos mejores de cada grupo, y los dos mejores terceros.

### Grupo Oriental
| Pos | Equipo                | J  | G | P | Pts |
| --- | --------------------- | -- | - | - | --- |
| 1   | Duros de El Tigre     | 12 | 7 | 5 | 19  |
| 2   | Cangrejeros de Güiria | 12 | 7 | 5 | 19  |
| 3   | Pericos de Barcelona  | 12 | 5 | 7 | 17  |
| 4   | Caballos de Monagas   | 12 | 5 | 7 | 17  |

### Grupo Central
| Pos | Equipo             | J  | G  | P | Pts |
| --- | ------------------ | -- | -- | - | --- |
| 1   | Delfines de Vargas | 12 | 10 | 2 | 22  |
| 2   | Aragüeños BBC      | 12 | 7  | 5 | 19  |
| 3   | Afro Barlovento    | 12 | 4  | 8 | 12  |
| 4   | Tren del Sur       | 12 | 3  | 9 | 15  |

### Grupo Occidental
| Pos | Equipo                            | J  | G  | P  | Pts |
| --- | --------------------------------- | -- | -- | -- | --- |
| 1   | Estibadores de Puerto Cabello     | 16 | 14 | 2  | 30  |
| 2   | Búfalos de Barinas                | 16 | 12 | 4  | 28  |
| 3   | Tatuyes de Mérida                 | 16 | 9  | 7  | 25  |
| 4   | Águilas Universitarias de Barinas | 16 | 4  | 12 | 20  |
| 5   | Halcones de Apure                 | 16 | 1  | 15 | 17  |

### Play-Offs
|  | Cuartos de final | Cuartos de final              | Cuartos de final |                    |     | Semifinales                   | Semifinales | Semifinales |  |     | Final                         | Final | Final |  |
|  |                  |                               |                  |                    |     |                               |             |             |  |     |                               |       |       |  |
|  |                  |                               |                  |                    |     |                               |             |             |  |     |                               |       |       |  |
|  | 1-Oc             | Estibadores de Puerto Cabello | 3                |                    |     |                               |             |             |  |     |                               |       |       |  |
|  | 1-Oc             | Estibadores de Puerto Cabello | 3                |                    |     |                               |             |             |  |     |                               |       |       |  |
|  | 3-Or             | Pericos BBC                   | 0                |                    |     |                               |             |             |  |     |                               |       |       |  |
|  | 3-Or             | Pericos BBC                   | 0                |                    | GC1 | Estibadores de Puerto Cabello | 3           |             |  |     |                               |       |       |  |
|  |                  |                               |                  |                    | GC1 | Estibadores de Puerto Cabello | 3           |             |  |     |                               |       |       |  |
|  |                  |                               | GC2              | Aragüeños BBC      | 2   |                               |             |             |  |     |                               |       |       |  |
|  | 1-Or             | Duros de El Tigre             | GC2              | Aragüeños BBC      | 2   | 0                             |             |             |  |     |                               |       |       |  |
|  | 1-Or             | Duros de El Tigre             |                  |                    |     |                               |             |             |  |     |                               |       |       |  |
|  | 2-Ce             | Aragüeños BBC                 | 3                |                    |     |                               |             |             |  |     |                               |       |       |  |
|  | 2-Ce             | Aragüeños BBC                 | 3                |                    |     |                               |             |             |  | GS1 | Estibadores de Puerto Cabello | 2     |       |  |
|  |                  |                               |                  |                    |     |                               |             |             |  | GS1 | Estibadores de Puerto Cabello | 2     |       |  |
|  |                  |                               | GS2              | Delfines de Vargas | 3   |                               |             |             |  |     |                               |       |       |  |
|  | 2-Oc             | Búfalos de Barinas            | GS2              | Delfines de Vargas | 3   | 3                             |             |             |  |     |                               |       |       |  |
|  | 2-Oc             | Búfalos de Barinas            |                  |                    |     |                               |             |             |  |     |                               |       |       |  |
|  | 2-Or             | Cangrejeros de Güiria         | 2                |                    |     |                               |             |             |  |     |                               |       |       |  |
|  | 2-Or             | Cangrejeros de Güiria         | 2                |                    | GC3 | Búfalos de Barinas            | 2           |             |  |     |                               |       |       |  |
|  |                  |                               |                  |                    | GC3 | Búfalos de Barinas            | 2           |             |  |     |                               |       |       |  |
|  |                  |                               | GC4              | Delfines de Vargas | 3   |                               |             |             |  |     |                               |       |       |  |
|  | 1-Ce             | Delfines de Vargas            | GC4              | Delfines de Vargas | 3   | 3                             |             |             |  |     |                               |       |       |  |
|  | 1-Ce             | Delfines de Vargas            |                  |                    |     |                               |             |             |  |     |                               |       |       |  |
|  | 3-Oc             | Tatuyes de Mérida             | 0                |                    |     |                               |             |             |  |     |                               |       |       |  |
|  | 3-Oc             | Tatuyes de Mérida             | 0                |                    |     |                               |             |             |  |     |                               |       |       |  |
|  |                  |                               |                  |                    |     |                               |             |             |  |     |                               |       |       |  |

| Campeón 2.ª División |
| -------------------- |
| Delfines de Vargas   |